# Tallarol trencamates
El tallarol trencamates o busqueret(a) trencamates (Curruca conspicillata; syn: sylvia conspicillata) és una espècie d'ocell passeriforme dins de la família dels sílvids (Sylviidae). Es troba al nord-oest d'Àfrica, al sud-oest d'Europa i a les illes i regions costaneres del Mediterrani oriental. El seu estat de conservació es considera de risc mínim.
Rep el nom de xera al País Valencià.

## Taxonomia
Aquesta espècie estava classificada en el gènere Sylvia, però el Congrés Ornitològic Internacional, en la seva llista mundial d'ocells (versió 10.2, 2020) el transferí al gènere Curruca. Segons el Handook of the Birds of the World i la quarta versió de la BirdLife International Checklist of the birds of the world (Desembre 2019), aquest tàxon apareix classificat encara dins del gènere Sylvia.

## Morfologia
- És una espècie petita i de les menys acolorides del seu gènere, amb una llarga cua.
- Fa uns 13 cm de llargària.
- Dors i ales marró apagat, que acaba en una cua gairebé negra a excepció de les dues rèmiges externes blanques, com la major part de les espècies del gènere.
- Cap gris clar amb la gola més clara. Zona ventral apagada.

## Reproducció

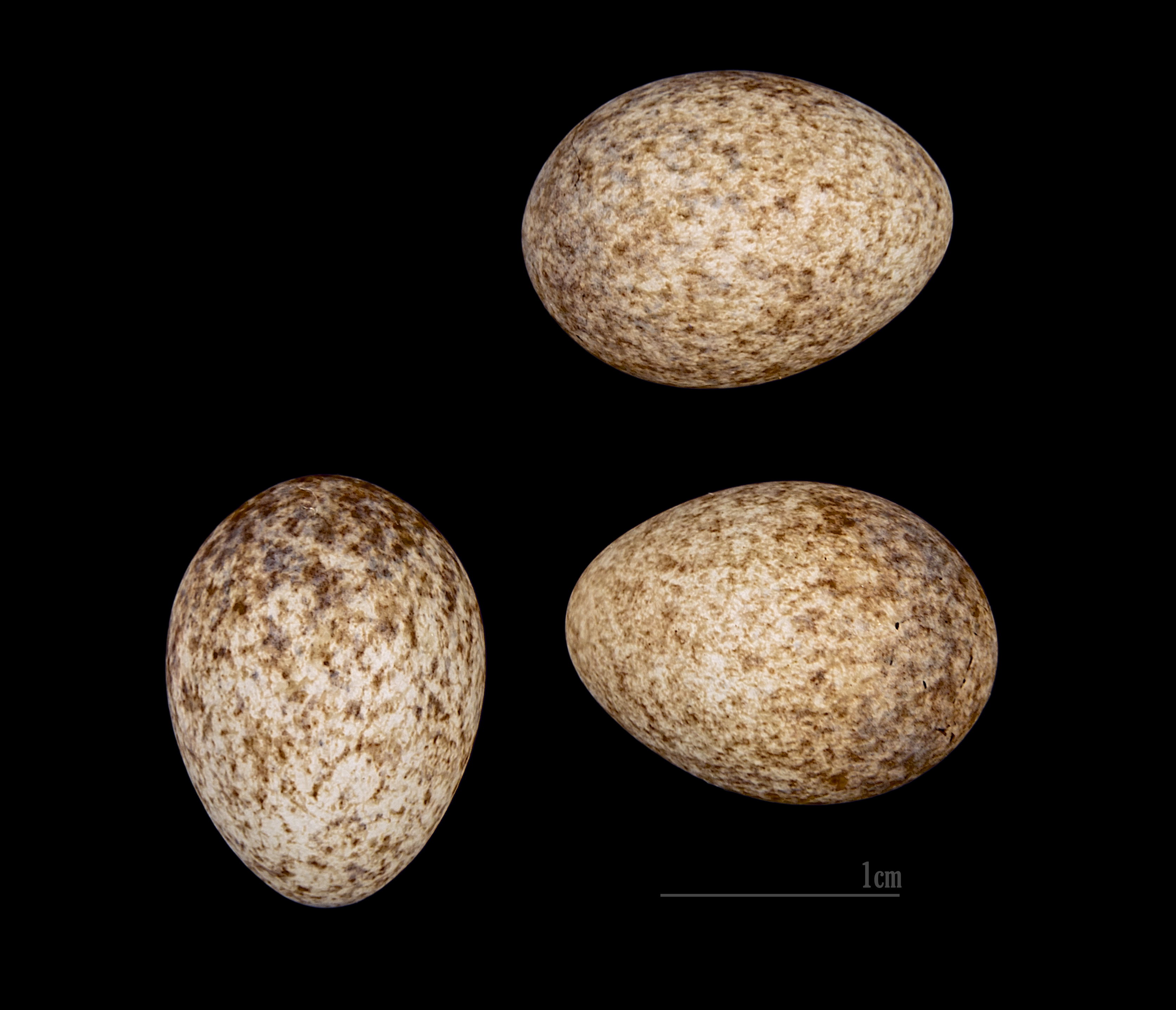
Sylvia conspicillata

- Poden fer dues cries a l'any, una en Abril o Maig, i una altra en Juliol o Agost. Ubiquen el niu molt baix en arbusts. Els dos membres de la parella fan servir en la construcció, herbes, gramínies i inclús teranyines i pelussa vegetal.
- Ponen 3 – 6 ous (normalment 5) que els dos coven durant 12 o 13 dies. Els pollets romandran al niu unes dues setmanes.

## Hàbitat
Arriba a les seves majors densitats als aiguamolls i zones properes, però també habita camps secs amb timó d'interior i inclús les formacions de vegetació baixa d'alta muntanya fins als 2000 m d'altitud. Són parcialment migradors. La majoria són sedentaris, però els que viuen al pis de muntanya, en hivern baixen cap a les costes.

## Alimentació
Insectívor, menja larves, mosquits, erugues i aranyes, que cerca per terra o per les branques baixes dels arbusts.

## Distribució geogràfica
Cria a l'Àfrica nord-occidental, sud-oest d'Europa (des del Sud de Portugal, fins al sud d'Itàlia) i costes del mediterrani oriental. També a les Illes del mediterrani i atlàntiques com Canàries, Madeira i Cap Verd.
Està present en diferents llocs del Països Catalans, però és més abundant com més al sud i és escàs a les Balears. En algunes zones hi és present tot l'any i en altres només en època de cria. A Catalunya n'hi nidifiquen ha uns pocs centenars de parelles.

## Subespècies
- Sylvia conspicillata orbitalis, a les illes atlàntiques de Madeira, Canàries i Cap Verd.
- Sylvia conspicillata conspicillata, al nord-oest d'Àfrica i conca del Mediterrani. En hivern arriben fins al Senegal i Níger.